# Краснов, Леонид Матвеевич
Леонид Матвеевич Краснов (27 февраля 1869, село Митякино, Михайловский уезд, Рязанская губерния — 20 августа 1927, Спасск, Рязанская губерния) — митрофорный протоиерей Православной Российской Церкви, настоятель Спасо-Преображенского собора в Спасске (1898—1927), член Поместного собора 1917 года.

## Биография
Родился в семье священника.
Учился год в Зарайском духовном училище (1879) и Рязанской духовной семинарии (1885—1889). Окончил Нежинский историко-филологический институт и Московскую духовную академию со степенью кандидата богословия (1896).
По благословению святого праведного Иоанна Кронштадтского отказался принять монашеский постриг.
Обвенчан с Екатериной Яковлевной Сахаровой, дети: Николай, Михаил, Анатолий.
Иерей в Спасо-Преображенском соборе города Спасска, законоучитель в мужском трёхклассном училище (1897).
Протоиерей, настоятель Спасо-Преображенского собора в Спасске, катехизатор, гласный городской думы, член Спасского уездного земства, Спасского отделения епархиального училищного совета и постоянной комиссии для решения неотложных церковно-школьных дел, председатель Братства Всемилостивого Спаса (1898).
Награждён камилавкой (1902).
Член уездного комитета попечительства о народной трезвости (1908), законоучитель в спасском реальном училище (1910), участник Всероссийского съезда практических деятелей по борьбе с народным пьянством (1912), уездный благочинный, председатель епархиального Трезвенного союза духовенства (1916).
Награждён орденом Святой Анны 3-й и 2-й (1915) степени.
В 1917 году член Поместного собора Православной российской церкви по избранию как клирик от Рязанской епархии, участвовал в 1-й сессии, член V, VII, XV отделов.
В ноябре 1918 года арестован как заложник, дважды выводился на расстрел.
В начале 1920-х годов составил акафист Преображению Господню, который в 1924 году патриарх Тихон благословил к общецерковному употреблению.
Награждён митрой.
Скончался от инфаркта. Похоронен на Спасском кладбище справа от родного храма.

## Сочинения
- Проект устава «Трезвенного союза» духовенства в Рязанской епархии // Рязанские епархиальные ведомости. 1912. № 15; 1913. № 20-21; 1916. № 2.
- Акафист во славу Светоносного Преображения Христа Спасителя и во исповедание тайн Спасения, в Преображении Господни являемых. М., 2000.